# Magister Juris
El Magister Juris (abreviado M.Jur.) es un título universitario en derecho conferido por algunas universidades. 

## En los países anglófonos
Algunas universidades anglófonas utilizan el título de Magister Juris (latín: “maestro en Jurisprudencia”) para significar un grado jurídico que sigue, y requiere para ser admitido, un grado previo. Así pues, el Magister Juris es comparable al LL.M.
Por ejemplo, la Universidad de Oxford ofrece una maestría anual nombrada el Magister Juris que equivale al Bachelor of Civil Law (BCL). Los estudiantes cuyo primer grado jurídico estaba en common law ganarán el BCL, mientras que los estudiantes con un grado al civil law recibirán el M.Jur. en cumpliendo el mismo curso.
La Universidad de Malta utiliza el título de Magister Juris para una maestría de un año.

## Alemania
Hasta hace algunos años, los estudiantes de derecho alemanes no ganían grado universitario en cumpliendo su curso universitario. En ese lugar, los estudiantes tomaban el primer examen de Estado que era conducido por el Ministerio de Justicia del Estado Federado y no por la universidad. Más recientemente, algunas universidades comenzaron a conferir el Magister Juris a sus estudiantes que triunfaron en el examen d' Estado para significar la equivalencia de esta educación a una maestría en otras asignaturas . Las Universidades de Colonia, de Constancia y de Heidelberg son ejemplos para este usado. Otras universidades confieren el grado de Diplom-Jurist por la misma razón.